# Linux发行版列表

时间线代表各种Linux发行版的发展。

Linux发行版列表，列舉Linux发行版，包括按軟體包管理系統劃分，以及按发行方式划分兩種列表。

## 按打包方式划分

Debian家庭树

### Debian系
Debian GNU / Linux是一種強調使用自由軟件的发行版，支持多種硬件平台。Debian及其衍生发行版使用deb软件包格式，并使用dpkg及其前端作为软件包管理器。
- Adamantix：基于Debian，特别关注安全。
- Amber Linux：基于Debian，针对拉脱维亚用户作了一些定制。
- ASLinux Desktop：西班牙语，基于Debian与KDE，针对各种桌面用途，包括家用、办公、教育、游戏、科学、软件开发，最大的卖点在于其丰富的可用性。
- Anthon GNU/Linux：即安同OS，是直接从源码构建的开源Linux操作系统，但采用Dpkg包管理系统，遵循LGPL授权协议，使用KDE桌面环境，由安同开源操作系统社区社区成员共同开发。
- B2D Linux：基於Debian，希望可以由“做中學”來產生一個小而美的中文Linux套件的計劃。
- Debian GNU/Linux：由大批社区志愿者收集的套件，拥有庞大的软件包可供选择（29000个以上），支持大量的硬件平台（12个计算机系统结构）。Debian强调开源和自由。
- Deepin：曾基于Debian（deepin V23 Preview后，放弃了debian上游，也把软件包格式更换为自研的"玲珑"）[1]，使用自行开发的Deepin DE桌面环境的发行版，启动迅速，UI简洁，开发了深度文件管理器，深度音乐，深度截图，深度终端等特色软件，还与软件厂商合作开发了有道词典、网易云音乐等Linux原生应用。
  - 以下基于Deepin：
    - 统一操作系统（UOS）：Deepin与中国电子、中兴、南京诚迈共同打造的商业化发行版。
- Grml：進行系統救援的Live CD。
- Guadalinex：由西班牙的安达卢西亚地方政府推动，基于Debian，针对西班牙语的家庭用户以及学校。
- Knoppix：第一张Debian的自启动运行光盘。包含的软件非常多，启动时会自动进行硬件监测。从4.0起，用DVD作光盘。[2]
  - Knoppix 家庭树以下基于Knoppix：

Knoppix 家庭树

    - Gnoppix：Knoppix的GNOME版，该套件发行周期较长，未来会跟Ubuntu进行整合。
    - Kanotix：自启动运行光盘，基于Knoppix，也可以安装到硬盘上。有很好的硬件支持，桌面与笔记本电脑的整合也很出色。
    - Kurumin：针对巴西用户的Knoppix。
- LinEx：由西班牙的埃斯特雷马杜拉地方政府推动的套件。
- Loco Linux：基于Debian的阿根廷Linux。
- MEPIS：基于Debian的桌面和伺服器。
- kali linux : 由 Offensive Security 开发的，主要针对寻找网络漏洞的道德黑客和渗透测试人员。它预装了大量的黑客工具和应用程序。适合程序员等的专业人士使用。
- Pure OS（英语：Pure OS）：基於 Debian 的 GNU/Linux 發行版，專注於隱私、安全和便利性。[3][4][5][6]
- Rays Linux（华镭）：基于Debian，针对亚洲市场，由新华科技（南京）系统软件有限公司开发。
- Skolelinux：在挪威发起，旨在打造适合于学校的轻便套件。
- Symphony OS：基于Debian，与众不同地采用Mezzo桌面。
- TileOS：採用平鋪式視窗管理器「 Sway」的發行版。
- Ubuntu：知名Linux发行版之一，由Canonical有限公司赞助，基于Debian，使用自己的軟體套件庫，与Debian的有所不同，旨在开发出更加友好的桌面。 
  - Ubuntu 家庭树以下基于Ubuntu：

Ubuntu 家庭树

    - Linux Mint：基於Ubuntu，人气与Ubuntu不相上下的發行版。
    - Edubuntu：是Ubuntu的教育发行版。
    - Elementary OS：基於Ubuntu，使用基於GNOME名為Pantheon的桌面環境。
    - Kubuntu：使用KDE桌面环境的Ubuntu套件。
    - Lubuntu：使用LXDE桌面环境的Ubuntu套件。
    - PUD GNU/Linux：基於Ubuntu的小型Linux，可安裝於光碟或256 MB以上的USB隨身碟。
    - Ubuntu Kylin：添加了少量中国化定制的 Ubuntu 发行版。
    - Xubuntu：使用Xfce桌面环境的Ubuntu套件。
    - Start OS：原名Ylmf OS，基于Ubuntu发行版，已停止维护。
    - Ubuntu GNOME：基於Ubuntu的Linux發行版，但使用的是桌面環境是Gnome，在Ubuntu改用GNOME桌面环境后停止开发。
    - Zorin OS：基于Ubuntu的Linux发行版，目的是尽可能的模拟Windows及操作习惯。
    - NOI Linux：一套专门用于NOI竞赛的操作系统。
    - Pear OS （页面存档备份，存于） : 一个仿MacOS的Linux系统发行版。

### Red Hat系

Red Hat系

Red Hat Linux和SUSE Linux是最早使用RPM格式软件包的发行版，如今RPM格式已广泛运用于众多的发行版。这两种发行版后来都分为商业版本和社区支持版本。Red Hat Linux的社区支持但受红帽公司赞助的版本现称为Fedora，商業版本则称为Red Hat Enterprise Linux。SUSE Linux则分成了SUSE Linux Enterprise和openSUSE。
- aLinux：原名Peanut Linux，针对家庭用户。
- ALT Linux：东欧版本。
- Ark Linux：强调易学易用。
- ASPLinux：提供俄语等东欧语言的支持。
- Asianux Server：由中国红旗、日本Miracle、韩国Hannsoft三家联合开发，主要市场针对亚洲地区，对中文、日文、韩文的支持比较好。
- Blag Linux：体积小，但功能较多。
- Caixa Mágica：葡萄牙语的Linux。
- cAos Linux：由社群创建的套件，功能通用、培植简单。
- CentOS：由社群支持的套件，旨在100%地与Red Hat Linux企业版兼容，但不包含Red Hat的商业软件。
- Cobind：桌面。
- Conectiva：一个巴西套件，曾经是United Linux的创建成员，现在该公司已经并入到Mandriva Linux。
- EduLinux：用于教育的套件。Fedora 家庭树

Fedora 家庭树

- Fedora：可用作工作站、桌面以及服务器，由红帽公司及其社群开发。
- Linux Mobile System：基于Fedora Core的套件，设计成从USB存储设备启动，比如U盘。
- Linpus Linux：來自台灣廠商發行的Linux版本。是一套通過LSB 3.1認證、GB18030-2000編碼檢驗測試及支援CNS11643中文標準交換碼全字庫的Linux桌上型系統。在中文支援能力上較為完善。
- Magic Linux：一个易用的中文套件，基于Fedora和KDE桌面环境。
- Mandriva Linux：最初是红帽的一个变种，针对奔腾级CPU作了优化，后来在保持兼容性的同时，衍生成为更友好的套件。Mandriva中所有的软件仍然免费，还有活跃的社区支持，另外通过注册以及销售盒装产品，Mandriva还提供企业级的支持与服务，还有针对付费用户的俱乐部。
- Novell Linux Desktop：由于Novell收购了SUSE，他们的Linux产品对原来的套件有所继承。
- PCLinuxOS：一个易用的自启动运行光盘，以良好的观感著称；硬盘安装也同样轻而易举。最初基于Mandrake 9.2，而后PCLinuxOS针对桌面用户，开始自己的开发道路。在保留基于RPM套件的同时，PCLinuxOS别出心裁地使用自己的APT包管理工具（受Debian影响），但图形前端仍然用的是Synaptic。
- PCQLinux2004：由印度的PCQuest杂志生产，基于Fedora Core。
- PLD Linux：来自波兰的套件，针对较高级别的用户，比Slackware、Gentoo更加易用。
- QiLinux：意大利生产，包括桌面版、光盘自启动版，还有服务器版、高级服务器版。
- Qomo Linux：以Linux人社区作为依托开发，目标是提供一款最新、最酷、最快，轻量级、模块化的Linux操作系统。
- Red Flag Linux：即红旗Linux，由北京中科红旗软件技术有限公司开发，主要针对中国市场。
- Red Hat Enterprise Linux：红帽Linux家族中唯一的商业分支。
- Scientific Linux：基于红帽Linux企业版，遵循GPL的软件重新编译而成。
- SUSE／openSUSE：来自德国，是欧洲最流行的套件之一。跟红帽一样，也包括大量的软件，需要7张以上的CD，现在则用双DVD。这个套件有独特的配置工具YaST。也是United Linux的创立者之一，已经被Novell公司收购。openSUSE是一个新的版本，基于社区，完全开源。（注意，虽然此发行版采用红帽系的RPM软件包，但并未从红帽继承代码或架构）
- Tinfoil Hat Linux：对安全格外关注的套件。
- Trustix：专注于安全与稳定性的套件。
- Turbo Linux：在亚洲较流行的一个套件，基于Red Hat，是United Linux的成员。
- Vine Linux：基于Red Hat的一个日本套件。
- White Box Enterprise Linux：意在兼容Red Hat企业版第三版。
- Yellow Dog：基于Red Hat，针对PowerPC平台。
- YOPER："Your Operating System"（你的操作系统），来自新西兰的桌面套件。

Slackware 家庭树

### Slackware系
Slackware走了一條同其他的發行版本（Red Hat、Debian、Gentoo、SuSE、 Mandriva、Ubuntu等）不同的道路，它力圖成為「UNIX風格」的Linux發行版本。它的方針是只吸收穩定版本的應用程序，並且缺少其他Linux版本中那些為發行版本定製的配置工具。
- Slackware：一个老牌套件，由Patrick Volkerding（英语：Patrick Volkerding）维护，特别注重简洁与安全。
- Kate OS：基于Slackware的设计理念，一个轻便的波兰语套件。
- Zenwalk Linux（以前是MiniSlack）：基于Slackware作了优化，注重简便、快捷。
- Plamo Linux：基于Slackware的日语套件。
- Ultima Linux：基于Slackware，由Martin Ultima作了优化。
- SLAX：一个基于Slackware的自启动运行光盘，由Tomas Matejicek维护。
- Frugalware：通用Linux套件，面向中级用户。

### Arch系
起於Arch Linux，通常不採跨版本升級而是通過滾動更新來提供大多數軟體的最新穩定版本。使用pacman作為包管理器，具有依賴處理和構建軟體套件的功能。除此之外，使用者倉庫 AUR 由世界各地的 Arch Linux 使用者驅動，提供了海量的非官方軟體以供選擇。
- Arch Linux：基于KISS原则，针对x86-64的CPU做了优化，以.pkg.tar.zst格式打包并由包管理器进行跟踪维护，特别适合动手能力强的Linux用户。
- Manjaro：基於Arch Linux的發行版，官網提供各式桌面環境的版本可供下載，最吸引人的是簡化了安裝Arch Linux繁雜的過程，也支援很多驅動軟體。
- EndeavourOS：是 2019 年終止開發的Antergos的繼任者。它與 Antergos 一樣，有圖形化的安裝程序，並以Xfce為默認桌面環境、可離線安裝。
- Antergos：一個基於Arch Linux的Linux發行版，來自加利西亞。其預設GNOME 3作爲桌面環境。由於缺乏貢獻者，2019年5月21日宣佈停止開發。
- SteamOS 3.0：基於Arch Linux所開發，是美國Valve公司旗下混合型遊戲主機Steam Deck 預設使用的作業系統，專為執行電子遊戲而設計。目前官方釋出版只能在Steam Deck上安裝使用。
- Parabola GNU/Linux-libre：基於Arch Linux，它包含GNU作業系統工具，採用不帶專有驅動的Linux-libre內核而非通用的Linux內核，並且完全使用自由軟體。
- Hyperbola GNU/Linux-libre：其以Arch Linux的快照為基礎，並使用Debian的開發模式。是Arch系Linux發行版中少數不採用滾動更新，並以穩定為要點的發行版。

### 其他打包方式的套件
- Chakra GNU/Linux：原先基於ArchLinux，後來獨立成有自己特色的發行版，如：官方套件庫不含依賴GTK+的軟體包、只使用KDE桌面環境等。
- Calculate Linux：基于Gentoo，来自俄罗斯。
- CRUX：採用類BSD Port包管理系统，針對i686的CPU做了最佳化，適合狂熱愛好者以及專業人士使用。
- Foresight Linux：采用Conary包管理系统，引入了GNOME中的许多最新技术，比如beagle、f-spot、howl以及最新的hal等，这个套件在保持易用的同时，更注重革新。Gentoo 家庭树

Gentoo 家庭树

- Gentoo：这个套件采用自己独特的Portage包管理系统，吸引了许多狂热爱好者以及专业人士，由於能自己编译及調整源码依賴等選項，而獲得至高的自訂性及優化的軟體，在源码包也有相當多新舊版本的選擇，是個強調能自由選擇的發行版。
- GoboLinux：构建了新的目录结构，比如GCC放在/Programs/GCC/这样的目录，为了让系统能找到这些文件，在/System/Links/Executables这样的目录下归组，这样就包含了/Programs目录下所有可执行文件的符号链接。
- Heretix：以前叫做RubyX，套件的管理，包括包管理，都是通过由Ruby写的脚本来完成，所有的包都安装在/pkg目录下。
- ImpiLinux：来自南非的套件，主要针对非洲用户。
- Jedi GNU/Linux：使用force-get包管理器，允许源码、二进制软件包共存。
- Linux From Scratch：这是一份文档，介绍如何自己动手，如何白手起家编译打造自己独一无二的Linux系统。
- Lunar Linux，基于源码，由Sorcerer GNU/Linux所衍生。
- MkLinux："Microkernel Linux"的缩写，旨在将Linux移植到跑Mach微核的PowerPC机器上。
- Onebase Linux：采用OLM包管理器，对二进制、源码进行管理。
- Sabayon Linux：基于Gentoo，来自意大利。
- Sorcerer GNU/Linux：基于源码。
- Source Mage GNU/Linux：也是基于源码，由Sorcerer GNU/Linux所衍生。
- Ututo：基于Gentoo，来自阿根廷。
- Open Client：基于Red Hat Enterprise Linux，来自IBM，提供有Fedora、Ubuntu、SLED的Layer。

### 给老机器订制的小型套件
一般的迷你套件，除了可以硬盘安装，也可以安装在隨身碟上。
- Austrumi：基于Slackware，来自拉脱维亚的自启动CD套件，支持英语，功能比较丰富。
- cAos Linux：有社区维护，功能通用。
- Damn Small Linux（DSL）：这是小型套件的老祖宗，放在迷你CD上，原先设计是想看看一张50M的CD可以放多少桌面程序，原来是作为个人玩具，但不久Damn Small Linux周围就聚成了一个社区，不少人加入进来，参与改进，包括一个远程、本地的程序安装系统，多功能的备份、还原系统，另外还加入了Knoppix的硬件检测，使用自己的*.dsl软件包系统，默认的窗口管理器是Fluxbox。可以在微软虚拟机软件里运行，无须关闭WINDOWS系统专门进入LINUX系统，特别适合初学者。
- Feather Linux：类似于Damn Small Linux，但总容量是115MB，兼容Debian的软件包。
- Flonix USB版：放在USB设备上的可移动桌面套件，这是个商业版，只能给购买的U盘作预装。
- Knopperdisk：为U盘设计的套件，基于Gentoo。
- Puppy Linux：启动特别地快，在配置较低的PC上（内存小于48M），也可以运行自如。包含的工具都是特别精简的，使用Fvwm95作为窗口管理器（现在是JWM）。
- Kuppy Linux：基于Puppy发展的发行版，拥有启动特别地快，在配置较低的PC上等特点外，将桌面置换为XFCE4，更适合习惯Windows操作的用户。
- Tiny Core Linux：是一个仅有10MB的桌面操作系统，甚至可以在486上运行，但它并不是一个完整的桌面，而且只支持有线局域网。
- Stem桌面：一个混合产品，使用标准的Debian来编译桌面（Fvwm95）。针对老机器（CPU小于等于266Mhz，内存小于等于64M）设计，从Debian软件仓库种选择的包都是最轻巧的。与众不同的是，该套件没有自己的安装光盘，用户得先安装Debian，然后运行文本界面的安装脚本，然后通过网络连接，编译剩余的软件。这个套件100%跟Debian兼容。
- SPBLinux：用于软盘、U盘的迷你版本。
- Vector Linux：中小型套件，针对新老机器，采用小而快的应用程序，以及简化的安装程序。该套件有多个版本，包括大小为2G的SOHO（Small Office, Home Office）版，以及800M的"Dynamite"版。SOHO版提供KDE／IceWM窗口管理器，外观很专业；Dynamite版只采用IceWM，以及部分工具。该套件包括了简单的升级包管理程序，基于Slackware。
- eMoviX：小型套件，專門用作媒體播放用途。

## 按发行方式划分

### 部分或全部的商业版
- BlueCat Linux：Linux嵌入式系统，可用于小型客户定制的设备，乃至大规模多CPU的系统。
- Libranet：基于Debian的桌面套件，与Debian保持100%的兼容。安装过程有硬件自动检测，桌面有一个管理员菜单（文字模式与图形模式），这样简化了硬件与软件的配置。
- Linspire：另一个桌面套件，以前叫Lindows，基于Debian。可以通过Linspire或者Debian的apt命令，添加额外的软件，但不保证跟Debian的兼容性。该套件包含不少的专属软件。
- Mandriva Linux：Mandrakesoft跟Conectiva合并以后，更名为Mandriva Linux。对于菜鸟来说，该套件的各种产品，包括服务器、工作站、小型商用以及个人版，是最容易维护的Linux套件之一。原来是Red Hat的一个变种，针对奔腾级CPU作了优化，进而发展出了更加方便的套件。在保留完全自由软件的同时，Mandriva商业模式，通过捐献，以及对非会员延迟发布政策，增加了企业级的支持与服务。
- MEPIS：一个基于Debian的套件，也可以作为自启动光盘来运行，这样可以在决定硬盘安装前，尝尝鲜。
- Nitix：第一个基于Linux服务器的自治操作系统，具有自管理、自恢复、自配置和自优化的能力。
- Novell Linux 桌面：Novell收购SUSE后，两家的套件就互相融合了。
- Progeny Debian：由Progeny开发，基于Debian，使用从Red Hat移植过来的Anaconda安装器，该套件又称为Progeny Componentized Linux。
- Red Hat Enterprise Linux：从Red Hat Linux衍生出的纯商业版。
- SUSE：总部位于德国的纽伦堡，以前叫SuSE，是欧洲最流行的Linux套件，有自己独特的配置工具YaST，用户可以下载 （页面存档备份，存于）到体验版（跟专业版类似）。该公司是United Linux的创建者，被Novell收购。
- Xandros：来自加拿大，基于过去的Corel Linux，专注于桌面市场，以及跟Windows的兼容性。该套件包含一些专属软件，跟Debian的dpkg包管理系统兼容。
- YES Linux：针对小型公司，提供建议的网络环境。

### 专用套件
- Mobilinux：针对手机，由MontaVista出品。
- Android：来自Google，以apk格式打包，采用Android Runtime虚拟机提供类似Java (编程语言)的应用程序接口，目前已成为使用者最多的智能手机系统之一。
- Maemo：来自诺基亚，基于Debian，目前专用于诺基亚的N770、N800、N810网络终端，以及N900手机。
- Moblin︰来自英特尔，现已捐给Linux基金会，用于Eee PC或其他上网本，支持快速启动。
- MeeGo：Maemo与Moblin计划结合的产物。
- Bada：针对手机，由三星電子出品。
- LiMo 平台：由LiMo基金會主导开发的移动电话发行版。
- Tizen：MeeGo、LiMo 平台与Bada计划结合的产物。
- Meltemi：MeeGo的另一个后继者，面向低端智能手机。
- webOS：针对手机和平板电脑，由Palm公司出品，后被惠普公司开源，最终被LG收购。
- Clear Linux* OS：針對英特爾架構的发行版，使用swupd （页面存档备份，存于）作為軟件套件管理系統

### 其它平台
iPodLinux基于修改版uClinux内核，并编写有所谓的“podzilla”简单用户界面。目前仅支持第四代之前的iPod。

## 选择合适的Linux发行版
Zegenie Studios提供了Linux发行版选择器，通过完成一个不超过十六题的问卷测试，你就可以选择合适的Linux发行版了。